# Erebinis
Els erebinis (Erebini) són una tribu de lepidòpters ditrisis de la família dels erèbids (Erebidae), subfamília Erebinaeés.

## Gèneres
- Erebus
- Erygia
- Lygniodes